# Lórév
Lórév is een plaats (község) en gemeente in het Hongaarse comitaat Pest. Lórév telt 309 inwoners (2001).